# Wirtschaft Tansanias
Die Wirtschaft Tansanias ist die eines agrarisch geprägten Entwicklungslandes mit einem niedrigen Entwicklungsstand.
In Tansania ist das Bruttoinlandsprodukt pro Kopf der Bevölkerung sehr gering, sodass das Land teilweise von der öffentlichen Entwicklungshilfe abhängig ist. Diese lag im Jahr 2005 bei 40 US-Dollar pro Kopf der Bevölkerung. Belastet wird die wirtschaftliche Situation außerdem durch Flüchtlingsströme aus den Nachbarländern Ruanda und Burundi.
In den letzten Jahren konnte die Lage verbessert werden und Tansania zählt inzwischen zu den am schnellsten wachsenden Volkswirtschaften in Afrika und der Welt. Seit 2000 konnte das Bruttoinlandsprodukt mehr als verdreifacht werden. Das Land profitiert dabei von einer zunehmenden wirtschaftlichen Integration in die Ostafrikanische Gemeinschaft, Rohstoffvorkommen, relativer politischer Stabilität und einer günstigen Lage am Indischen Ozean.

## Wirtschaftssektoren
Der Beitrag der Wirtschaftssektoren zum Bruttoinlandsprodukt (BIP) betrug im Jahr 2020 (für das Festland):

### Primärer Sektor

#### Landwirtschaft

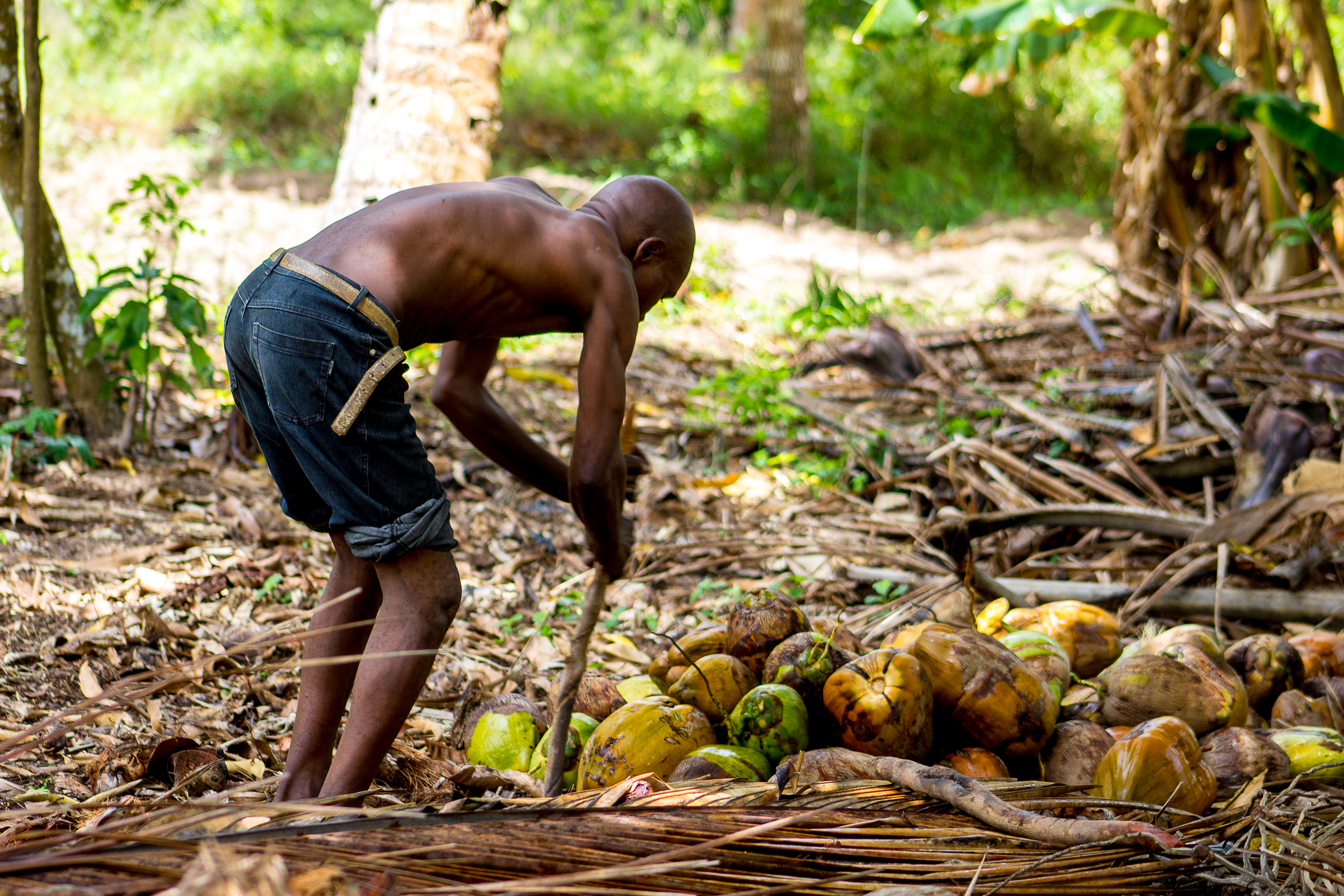
Kokosnuss-Ernte in Mkuranga

Die Landwirtschaft ist ein wichtiger Wirtschaftszweig, in dem mehr als 75 % der Beschäftigten tätig sind. Gleichzeitig trägt die Landwirtschaft mehr als 30 % zum Bruttoinlandsprodukt bei. Vorherrschend in Tansania ist die Landwechselwirtschaft. Weit verbreitet ist die Subsistenzwirtschaft, bei der Hirse, Maniok, Yams, Süßkartoffeln und Hülsenfrüchte angebaut werden. Weitere sehr wichtige Anbauprodukte sind Reis, Mais, Tee, Sisal, Baumwolle, Tabak, Weizen, Bananen, Kokospalmen und Kaffee (siehe Kaffeeanbau in Tansania). In der Viehhaltung dominiert vor allem das Halten von Rindern. Insgesamt werden in Tansania etwa 15 Millionen Stück gehalten. Für den Eigenbedarf werden Schafe, Ziegen und Hühner gehalten. Allerdings ist Tansanias Boden durch die Desertifikation gefährdet, wobei die Bekämpfungsmöglichkeiten als sehr gering angegeben werden. Zusätzlich wird der Boden erheblich durch Abschwemmung geschädigt.

### Sekundärer Sektor

#### Bodenschätze und Industrie
Das Land besitzt reiche Bodenschätze. Dazu gehören Erdgas, Gold (z. B. aus dem Tagebau Geita) und Diamanten. Die Industrie in Tansania ist nur geringfügig entwickelt und beschränkt sich auf Nahrungsmittelindustrie und Erdöl-Raffinerien.
In den letzten Jahren wurden folgende Erdgasmengen gefördert (in Millionen Kubikmeter):
| Jahr | Songo Songo | Mnazi Bay | Kiliwani North | Summe |
| ---- | ----------- | --------- | -------------- | ----- |
| 2006 | 507         | 0         | 0              | 507   |
| 2007 | 558         | 7         | 0              | 565   |
| 2008 | 569         | 9         | 0              | 578   |
| 2009 | 668         | 9         | 0              | 677   |
| 2010 | 786         | 13        | 0              | 795   |
| 2011 | 877         | 19        | 0              | 896   |
| 2012 | 1 026       | 19        | 0              | 1 045 |
| 2013 | 997         | 20        | 0              | 1 018 |
| 2014 | 936         | 22        | 0              | 958   |
| 2015 | 889         | 1 634     | 0              | 2 522 |
| 2016 | 842         | 447       | 79             | 1 368 |
| 2017 | 835         | 509       | 102            | 1 446 |
| 2018 | 807         | 861       | 1              | 1 669 |
| 2019 | 1 065       | 742       | 0              | 1 807 |
| 2020 | 939         | 678       | 0              | 1 616 |

Neben dem Erdgas sind die wichtigsten Bodenschätze Gold, Diamanten, andere Edelsteine und Kupfer (Stand 2020):
| Bodenschatz            | Förderung  | Export    | Wert (Tausend USD) |
| ---------------------- | ---------- | --------- | ------------------ |
| Gold [kg]              | 55.805     | 49.812    | 2.844.960          |
| Diamant [Karat]        | 147.191    | 143,471   | 20.065             |
| andere Edelsteine [kg] | 23.564.525 | 1.435.273 | 19.215             |
| Kupfer [kg]            | 1.706.000  | 0         | 0                  |

### Tertiärer Sektor

#### Tourismus
Der Tourismus ist ein wichtiger Wirtschaftssektor, der über 30 Prozent des Exporterlöses ausmacht. Touristisch gut erschlossen sind der Norden Tansanias und die Küstengebiete.
Bedeutend sind dabei der Serengeti-Nationalpark, der Ngorongoro und der Kilimandscharo.
In den Jahren 2015 bis 2019 stieg die Anzahl der jährlichen Besucher von 1,1 Millionen auf 1,5 Millionen, ging 2020 auf 0,6 Millionen zurück. Etwa 90 Prozent der Gäste übernachteten in Hotels, die durchschnittliche Aufenthaltsdauer lag bei 10 Tagen. Die Einnahmen aus dem Fremdenverkehr stiegen von 1.901 Millionen US-Dollar im Jahr 2015 auf 2.605 Millionen im Jahr 2019, sanken 2020 jedoch auf 715 Millionen USD.

#### Kapitalmarkt
Das Land führt seit 1996 eine Wertpapierbörse, die als Dar es Salaam Stock Exchange bekannt ist.

## Kennzahlen
Alle Werte sind in US-Dollar (Kaufkraftparität) angegeben.
| Jahr | BIP (Kaufkraftparität) | BIP pro Kopf (Kaufkraftparität) | BIP Wachstum pro Jahr |
| ---- | ---------------------- | ------------------------------- | --------------------- |
| 1980 | 11,0 Mrd.              | 591                             | 3,3 %                 |
| 1985 | 15,9 Mrd.              | 742                             | 4,6 %                 |
| 1990 | 24,3 Mrd.              | 981                             | 7,0 %                 |
| 1995 | 29,9 Mrd.              | 1.040                           | 3,8 %                 |
| 2000 | 40,1 Mrd.              | 1.223                           | 4,9 %                 |
| 2005 | 62,0 Mrd.              | 1.650                           | 6,5 %                 |
| 2010 | 91,7 Mrd.              | 2.141                           | 6,4 %                 |
| 2011 | 101,0 Mrd.             | 2.301                           | 7,9 %                 |
| 2012 | 108,1 Mrd.             | 2.407                           | 5,1 %                 |
| 2013 | 117,9 Mrd.             | 2.572                           | 7,3 %                 |
| 2014 | 128,3 Mrd.             | 2.745                           | 7,0 %                 |
| 2015 | 138,7 Mrd.             | 2.910                           | 7,0 %                 |
| 2016 | 150,3 Mrd.             | 3.087                           | 7,0 %                 |
| 2017 | 162,2 Mrd.             | 3.240                           | 6,0 %                 |